# Nyodes steelei
Nyodes steelei là một loài bướm đêm trong họ Noctuidae.